# Группа Титса
Группа Титса J2, названная именем Жака Титса, — это конечная простая группа порядка
17 971 200 = 211 • 33 • 52 • 13 ≈ 2⋅107.
Иногда группа считается 27-й спорадической группой.

## История и свойства
Группы Ри 2F4(22n+1) построил Римхак Ри. Он показал, что эти группы являются простыми, если n ≥ 1. Первый член этой последовательности 2F4(2) не является простым. Группу исследовал Жак Титс и показал, что она почти проста, её коммутант 2F4(2)′ с индексом 2 является другой простой группой, которая носит теперь имя «группа Титса». Группа 2F4(2) является группой лиева типа и имеет пару (B, N), но сама группа Титса пары (B, N) не имеет. Поскольку группа Титса не является строго группой лиева типа, её иногда считают 27-й спорадической группой
Мультипликатор Шура группы Титса тривиален, её группа внешних автоморфизмов имеет порядок 2, а полная группа автоморфизмов — группа 2F4(2).
Группа Титса является максимальной подгруппой группы Фишера Fi22. Группа 2F4(2) является также максимальной подгруппой группы Рудвалиса как точечный стабилизатор перестановочное действие ранга 3 на 4060 = 1 + 1755 + 2304 точках.
Группа Титса является одной из простых N-групп и она была пропущена Джоном Г. Томпсоном в первом сообщении о классификации простых N-групп, поскольку к тому моменту группа не была открыта.
Группа является также одной из тонких групп.
Группу Титса описывали различными способами Паррот в 1972/73 годах и Строт.

## Представления
Группу Титса можно определить в терминах генераторов и отношений
{\displaystyle a^{2}=b^{3}=(ab)^{13}=[a,b]^{5}=[a,bab]^{4}=(ababababab^{-1})^{6}=1,\,}
где [a, b] — коммутатор. Он имеет внешний автоморфизм, который получается путём перевода (a, b) в (a, bbabababababbababababa).

## Максимальные подгруппы
Уилсон и Чакериан независимо нашли 8 классов максимальных подгрупп группы Титса:
L3(3):2  Два класса, связанные внешним автоморфизмом. Эти подгруппы оставляют неподвижными точки ранга 4 перестановочных представлений.
2.[28].5.4 Централизатор инволюции.
L2(25)
22.[28].S3
A6.22 (Два класса, связанные внешним автоморфизмом)
52:4A4